# Terszaków
Terszaków (ukr. Тершаків, Terszakiw) – wieś na Ukrainie w rejonie lwowskim (wcześniej w rejonie gródeckim) należącym do obwodu lwowskiego, nad Dniestrem.